# Efficienza catalitica
L'efficienza catalitica, o costante di specificità, è una misura di quanto efficacemente un enzima è in grado di legare il suo substrato e di catalizzare la sua trasformazione in prodotto. Numericamente equivale al rapporto tra la costante catalitica (o numero di turnover, kcat) e la costante di Michaelis-Menten  (KM). L'efficienza catalitica permette di studiare il comportamento di un determinato enzima con substrati diversi.
Nel caso di alcuni enzimi, che hanno raggiunto la cosiddetta perfezione catalitica, l'efficienza catalitica ha raggiunto il limite fisico imposto dalla costante di diffusione che,  a temperatura ambiente, è pari a circa 109 M-1 s-1. 